# Sule Utura
Sule Utura (née le 8 février 1990 à Bore) est une athlète éthiopienne spécialiste des courses de fond.

## Carrière
Elle se révèle en début de saison 2007 en prenant la quatrième place de la course junior des Championnats du monde de cross-country de Mombassa, au Kenya. Elle termine ensuite troisième du 3 000 mètres lors des Championnats du monde jeunesse, compétition mettant aux prises les meilleurs athlètes internationaux de moins de dix-sept ans. En juillet 2008, Sule Utura remporte le titre du 5 000 mètres des Championnats du monde juniors se déroulant à Bydgoszcz, devançant avec le temps de 16 min 15 s 59 sa compatriote Genzebe Dibaba.
Elle établit un nouveau record personnel sur 5 000 mètres en début de saison 2010 lors du meeting de Shangai en 14 min 44 s 21, puis se classe troisième du meeting de New York, cinquième étape de la Ligue de diamant 2010, derrière ses compatriotes Tirunesh Dibaba et Sentayehu Ejigu.

## Records
- 1 500 m : 4 min 13 s 42 (2007)
- 3 000 m : 8 min 46 s 52 (2009)
- 5 000 m : 14 min 44 s 21 (2010)

## Palmarès
| Date | Compétition                    | Lieu      | Place | Épreuve       |
| ---- | ------------------------------ | --------- | ----- | ------------- |
| 2007 | Championnats du monde de cross | Mombasa   | 4e    | Course junior |
| 2007 | Championnats du monde jeunesse | Ostrava   | 3e    | 3 000 m       |
| 2008 | Championnats du monde juniors  | Bydgoszcz | 1re   | 5 000 m       |
| 2009 | Championnats du monde de cross | Amman     | 6e    | Course junior |
| 2011 | Jeux africains                 | Maputo    | 1re   | 5 000 m       |